# Psychotria maingayi
Psychotria maingayi är en måreväxtart som beskrevs av Joseph Dalton Hooker. Psychotria maingayi ingår i släktet Psychotria och familjen måreväxter. Inga underarter finns listade i Catalogue of Life.